# Beli Vit
Beli Vit (bulgariska: Бели Вит) är ett vattendrag i Bulgarien.   Det ligger i regionen Lovetj, i den centrala delen av landet, 80 kilometer öster om huvudstaden Sofia.
I omgivningarna runt Beli Vit växer i huvudsak lövfällande lövskog. Runt Beli Vit är det ganska glesbefolkat, med 32 invånare per kvadratkilometer.